# Personcentreret psykoterapi
Person-centreret psykoterapi eller klientorienteret psykoterapi er en ikke-direktiv tilgang til humanistisk psykoterapi, som blev udviklet af psykologen Carl Rogers i midten af det 20. århundrede. Denne psykoterapeutiske tilgang er baseret på en tro på, at individer har medfødte evner til personlig vækst og selvrealisering.
I denne tilgang fungerer terapeuten som en facilitator, der skaber betingelserne for klientens selvudforskning og personlige vækst. Grundtanken er, at når individer føler sig ægte forstået og accepteret, kan de bedre forstå deres egne følelser og oplevelser, hvilket fører til positive psykologiske forandringer.
Person-centreret terapi er ikke baseret på at lære klienten specifikke værktøjer eller redskaber til problemløsning. I stedet er det en humanistisk og erfaringsbaseret tilgang til terapi, der understreger det terapeutiske forhold og den medfødte evne til personlig vækst hos individer. Terapiforløbet følger ikke en manual, og indholdet aftales fra gang til gang, hvilket i gennemsnit omfatter 15-20 samtaler.
Tilgangen opmuntrer individer til at stræbe efter autenticitet og selvrealisering, hvilket kunne ses i betydningen at nå sit fulde potentiale og blive mere på linje med sit sande jeg.

## Teoretisk grundlag
Det teoretiske grundlag er især funderet i humanistisk psykologi, der blev udviklet af Carl Rogers og Abraham Maslow. Person-centreret terapi er en kernekomponent i humanistisk psykologi, som opstod i midten af det 20. århundrede som en reaktion mod de deterministiske og reduktionistiske synspunkter inden for behaviorisme og psykoanalyse. Den humanistiske psykologi ville samlet set gøre op med det naturvidenskabelige menneskesyn, der så mennesket som et dyr. Humanistisk psykologi fokuserer i stedet på menneskers unikke kvaliteter og understreger deres evne til selvbevidsthed, personlig vækst og selvaktualisering. Både Carl Rogers og Abraham Maslow mente, at individer har en medfødt drift mod at realisere deres fulde potentiale.
Rogers var også påvirket af de kulturelle og sociale forandringer i sin tid. Han gennemlevede perioder med betydelig samfundsmæssig forandring, herunder 1960'ernes modkultur, som formede hans ideer om individualitet, autenticitet og personlig vækst.

## I Danmark
I Danmark har den personcentrerede tilgang haft en vigtig udbredelse, der især var stor i slutningen af det 20. århundrede. Lisbeth Sommerbeck og Claus Dalton Rosenkilde (tidligere Claus Dalton Gawin) har begge skrevet bøger om den personcentrerede tilgang til psykoterapi. Lisbeth Sommerbeck er klinisk psykolog, der har beskæftiget sig med anvendelse af den personcentrerede metode inden for psykiatrien.

## Kritik
Personcentreret terapi er kendt for sin mangel på struktur og redskaber i forhold til andre terapiformer som kognitiv adfærdsterapi. Dette kan gøre det vanskeligt at standardisere behandlingen og evaluere dens effektivitet. Personcentreret terapi lægger stor vægt på klientens autonomi og selvvurdering, hvilket kan føre til, at terapeuten undlader at give struktur eller retning, når det er nødvendigt. Dette kan betyde, at terapien ikke altid er effektiv for klienter med mere alvorlige og komplekse psykiske problemer. Nogle klienter og terapeuter foretrækker terapiformer, der inkluderer mere konkrete redskaber og strategier for at håndtere specifikke psykiske udfordringer, hvilket personcentreret terapi ikke tilbyder.
Kritikere hævder, at personcentreret terapi kan overvurdere klientens selvopfattelse, hvilket kan føre til undervurdering af de underliggende årsager til psykiske problemer. Personcentreret terapi lægger vægt på klient-terapeut-forholdet, men nogle kritikere mener, at det kan føre til en undervurdering af terapeutens rolle i terapien.